# Všenice
Všenice jsou obec v okrese Rokycany v Plzeňském kraji. Leží nad Korečným potokem ve vzdálenosti devět kilometrů severně od okresního města Rokycany. Žije zde 288 obyvatel.

## Historie
První písemná zmínka o obci Všenice pochází z roku 1115 a její pojmenování je možné odvodit od osobního jména vůdce zdejšího lidu. Od druhé poloviny 15. století byla obec součástí březinského panství, jehož centrem se později staly Radnice. V první světové válce padlo 13 místních mužů.
Obyvatelé nacházeli práci především v nedalekých dolech. V 60. letech 19. století byla nad obcí vybudována nejprve silnice a posléze tudy od roku 1863 vede železniční trať 176 Chrást u Plzně - Radnice. Vlastní zastávku na ní však obec získala až v roce 1944. V roce 1925 byl v obci založen dosud fungující sbor dobrovolných hasičů a dále odhalen pomník obětem první světové války.
V obci je zaveden vodovod. Působí zde sbor dobrovolných hasičů a oddíl tělovýchovné jednoty,  jenž měl v roce 2023 více než 160 členů a jehož mužští zástupci hrají 2. ligu národní házené.

## Obyvatelstvo
| Rok            | 1869 | 1880 | 1890 | 1900 | 1910 | 1921 | 1930 | 1950 | 1961 | 1970 | 1980 | 1991 | 2001 | 2011 | 2021 |
| -------------- | ---- | ---- | ---- | ---- | ---- | ---- | ---- | ---- | ---- | ---- | ---- | ---- | ---- | ---- | ---- |
| Počet obyvatel | 324  | 350  | 313  | 305  | 354  | 362  | 360  | 292  | 323  | 294  | 244  | 224  | 218  | 237  | 283  |
| Počet domů     | 40   | 42   | 42   | 43   | 52   | 55   | 68   | 77   | 80   | 83   | 75   | 82   | 82   | 97   | 110  |

## Obecní správa
Od roku 1850 měla obec Všenice vlastní úřední samosprávu. Mezi lety 1869–1950 Všenice byly obcí v okrese Plzeň (1869–1890) a později v okrese Rokycany. V letech 1960–1990 patřily jako část obce k Bušovicím a od 24. listopadu 1990 jsou opět samostatnou obcí.

### Obecní symboly
Znak a vlajka byly obci uděleny rozhodnutím předsedy Poslanecké sněmovny Parlamentu České republiky dne 10. září 2020.

## Galerie

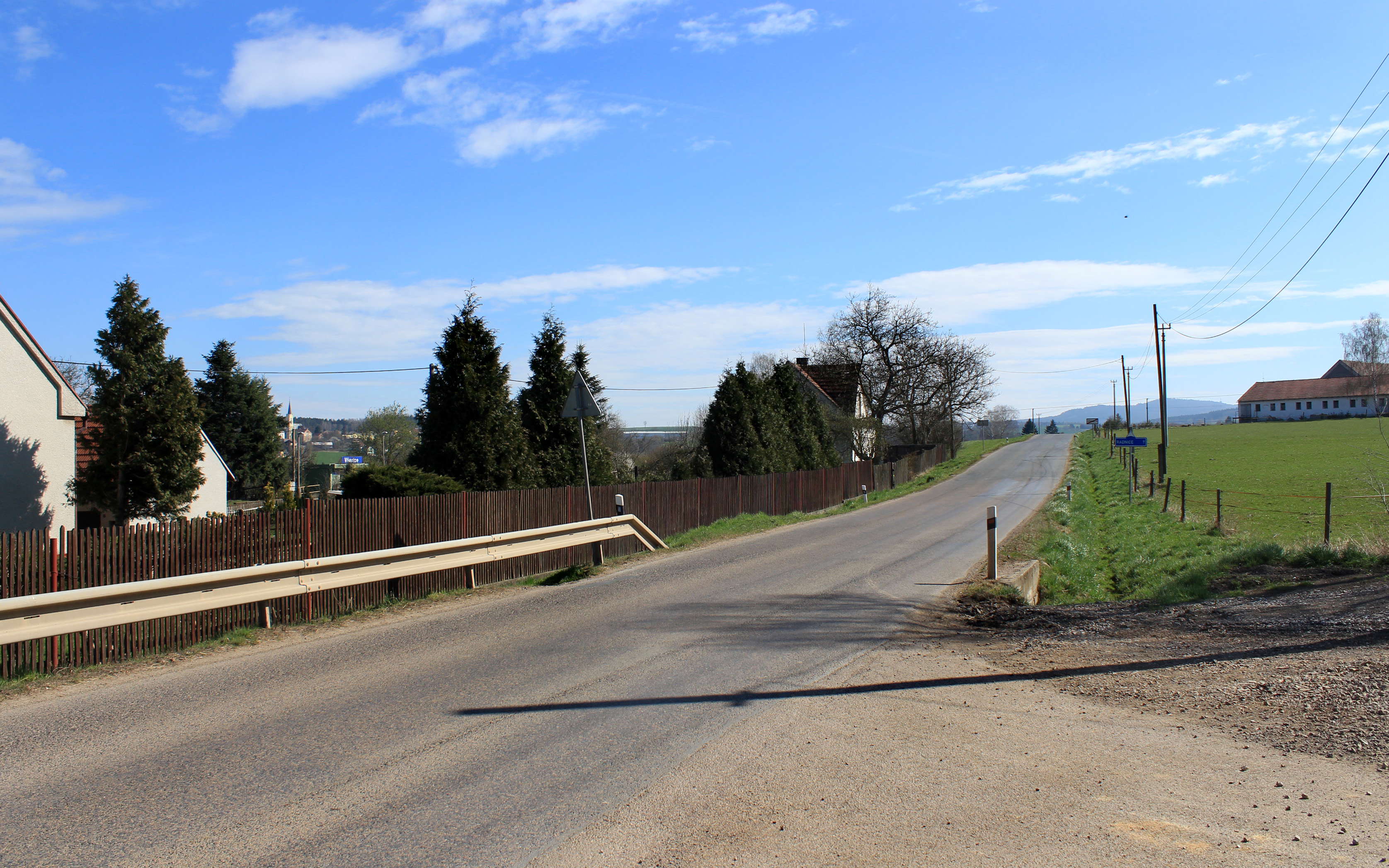
Silnice č. 233 směrem k Radnici
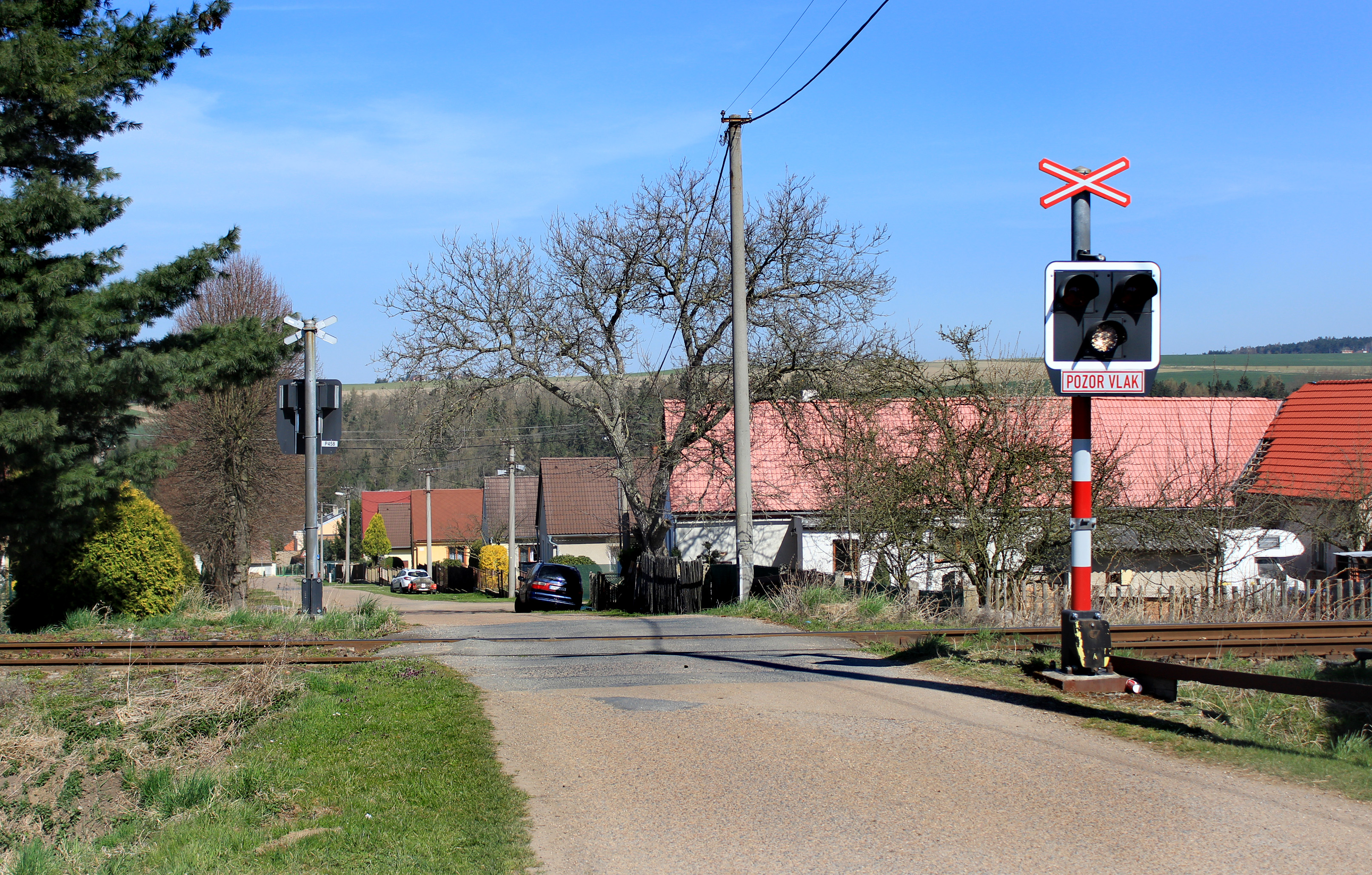
Železniční přejezd v jižní části vesnice
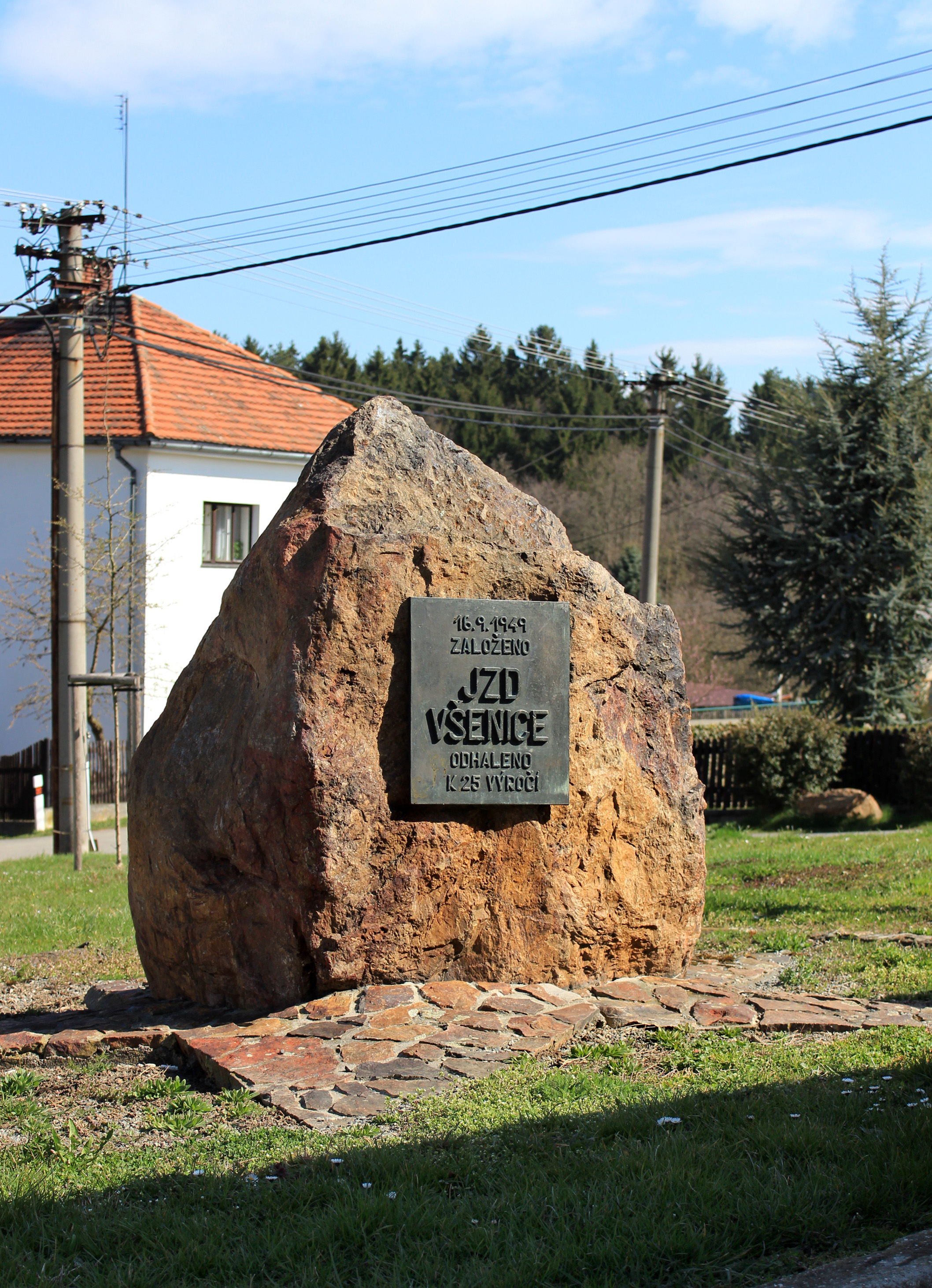
Památník k výročí JZD
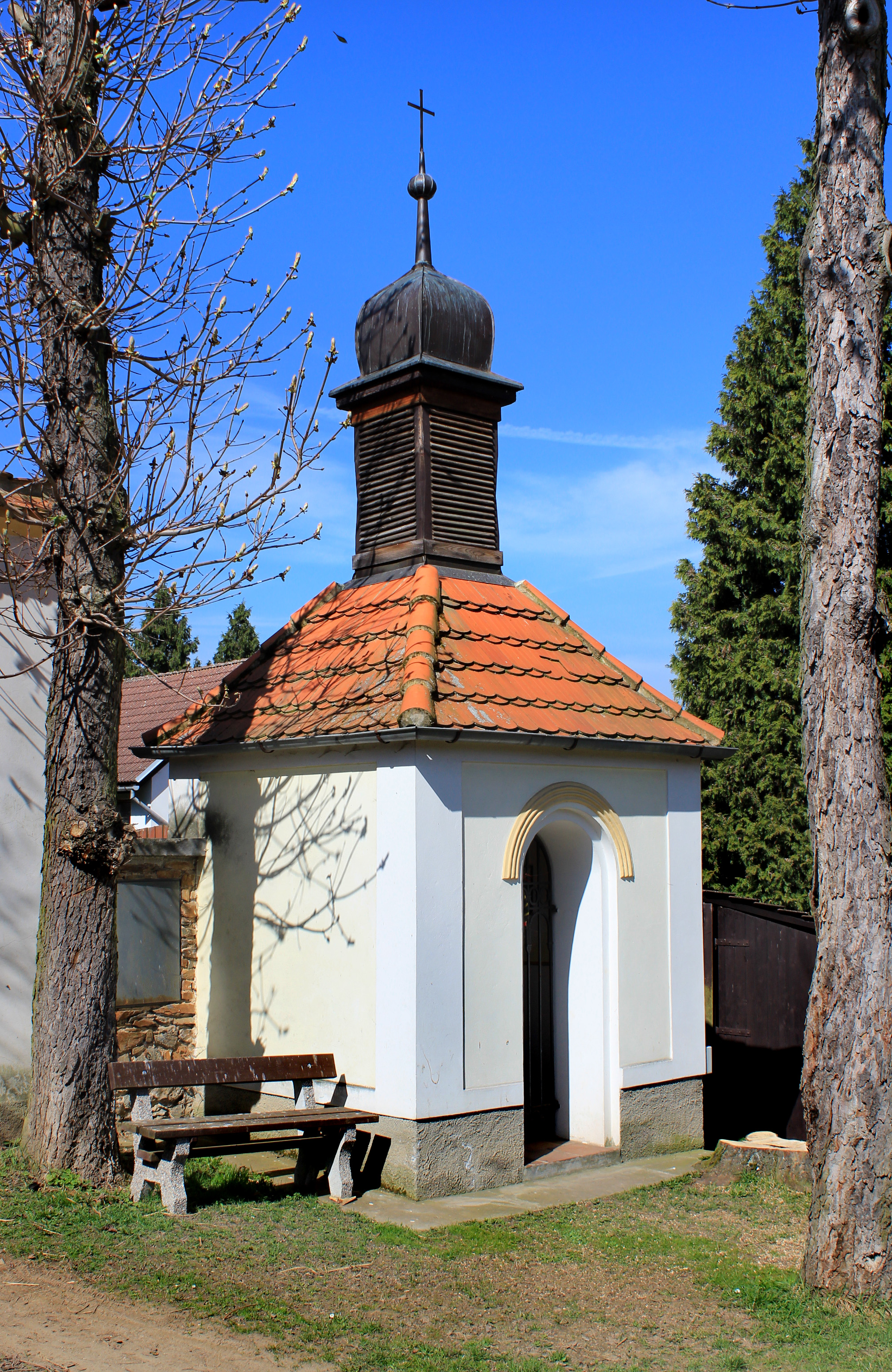
Kaple s lavičkou